# Voodoo Child (Slight Return)
Voodoo Child (Slight Return) ist ein Lied von Jimi Hendrix, das den Abschluss des Albums Electric Ladyland bildet. Hendrix spielt die Gitarre und singt, Noel Redding spielt den Bass und Mitch Mitchell das Schlagzeug. Das Lied ist eines der bekanntesten von Hendrix, das bei seinen Live-Auftritten nach der Studioaufnahme für Begeisterung sorgte. Es existieren mehrere Live-Aufnahmen, die auf späteren Alben veröffentlicht wurden.
Nach Hendrix’ Tod 1970 veröffentlichte Track Records die Studioaufnahme als Single in England, auf der jedoch als Titel Voodoo Chile angegeben wurde; Voodoo Chile ist aber ein anderes Lied auf dem Album Electric Ladyland. Die Single wurde die einzige Nummer 1, die Hendrix im Vereinigten Königreich erzielen konnte. Verschiedene Musiker haben das Lied gecovert; bekannt ist insbesondere die Einspielung von Stevie Ray Vaughan von 1984. Das Magazin Rolling Stone führte das Lied 2004 auf Platz 102 der Liste der 500 besten Songs aller Zeiten.

## Entstehung
Voodoo Child (Slight Return) entstand als Weiterentwicklung aus Voodoo Chile, das am 2. Mai 1968 in einer Studio-Jam-Session mit Steve Winwood an der Orgel und Jack Casady am Bass eingespielt worden war. Am folgenden Tag kam Hendrix mit Noel Redding und Mitch Mitchell ins Studio zurück, um eine kurze Dokumentation für den Fernsehsender ABC zu drehen. Noel Redding sagte später: „Wir lernten diesen Song im Studio … man richtete Kameras auf uns, während wir ihn spielten.“ (We learned that song in the studio ... They had the cameras rolling on us as we played it).